# Macomer
Macomer (sardinski: Macumère) je grad i općina (comune) u pokrajini Nuoru u regiji Sardiniji, Italija. Nalazi se na nadmorskoj visini od 563 metra i ima 10 128 stanovnika.
 Prostire se na 122,77 km². Gustoća naseljenosti je 83 st/km².
Susjedne općine su: Birori, Bolotana, Bonorva, Borore, Bortigali, Scano di Montiferro, Semestene i Sindia.